# Programa residente
En informática, un módulo residente o programa residente permanece en memoria mientras se mantenga encendido el ordenador. Un programa de este tipo puede ser un antivirus. De esta propiedad deriva el término protección residente.